# Arco (geometría proyectiva)

Los puntos rojos forman un 4-arco en el plano de Fano, el plano proyectivo de orden 2

En geometría proyectiva finita, un arco (simple) es un conjunto de puntos que satisface, de forma intuitiva, una característica de las figuras curvas en las geometrías continuas. En términos generales, son conjuntos de puntos que están lejos de estar alineados en una recta en un espacio bidimensional, o lejos de pertenecer a un plano en un espacio tridimensional. En este entorno finito es típico incluir el número de puntos del conjunto en el nombre, por lo que estos arcos simples se denominan k-arcos. Una generalización importante del concepto de k-arco, también denominada arco en la bibliografía, son los (k, d)-arcos.

## k-arcos en un plano proyectivo
En un plano proyectivo Π finito (no necesariamente desarguesiano) un conjunto A de puntos k (k ≥ 3) tal que no hay tres puntos de A que sean colineales (es decir, que no estén en la misma recta) se llama k-arco. Si el plano Π tiene orden q entonces k ≤ q + 2, sin embargo el valor máximo de k solo se puede dar si q es par. En un plano de orden q, un (q + 1)-arco se denomina óvalo y, si q es par, (q + 2)- El arco se llama hiperóvalo.
Cada cónica en el plano proyectivo desarguesiano PG(2,q), es decir, el conjunto de ceros de una ecuación cuadrática homogénea irreducible, es un óvalo. Un célebre resultado de Beniamino Segre establece que cuando q es impar, cada arco (q + 1) en PG(2,q) es una cónica (según el teorema de Segre). Este es uno de los resultados pioneros en geometría finita.
Si q es par y A es un (q + 1)-arco en Π, entonces se puede demostrar mediante argumentos combinatorios que debe existir un punto único en Π (llamado núcleo de A) tal que la unión de A y este punto es un (q + 2)-arco. Por tanto, cada óvalo puede extenderse únicamente a un hiperóvalo en un plano proyectivo finito de orden par.
Un k-arco que no se puede extender a un arco mayor se denomina arco completo. En los planos proyectivos desarguesianos, PG(2,q), ningún q-arco está completo, por lo que todos pueden extenderse a óvalos.

## k-arcos en un espacio proyectivo
En el espacio proyectivo PG(n, q) finito con n ≥ 3, un conjunto A de k ≥ n + 1 puntos tal que ninguno de sus subconjuntos de n + 1 puntos se encuentre en un hiperplano común, se denomina k-arco (espacial). Esta definición generaliza la definición de un k-arco en un plano (en el que n= 2).

## (k,d)-arcos en un plano proyectivo
Un (k, d)-arco (k, d > 1) en un plano proyectivo finito Π (no necesariamente desarguesiano) es un conjunto, A de puntos k de Π tal que cada línea recta interseca a A en como máximo d puntos, y hay al menos una recta que interseque a A en d puntos. Un (k, 2)-arco es un k-arco y puede denominarse simplemente arco si no se considera el tamaño.
El número de puntos k de un (k, d)-arco A en un plano proyectivo de orden q es como máximo qd + d − q. Cuando se verifica la igualdad, se dice que A es un arco máximo.
Los hiperóvalos son arcos máximos, aunque los arcos completos no son arcos máximos necesariamente.